# Festuca paradoxa
Festuca paradoxa là một loài thực vật có hoa trong họ Hòa thảo. Loài này được Desv. mô tả khoa học đầu tiên năm 1831.